# Ендрю Мак-Келлар
Ендрю Мак-Келлар (англ. Andrew Mc Kellar; 2 лютого 1910 — 6 травня 1960) — канадський астроном, член Канадського королівського товариства (1942).

## Біографічні відомості
Родився у Ванкувері. У 1930 році закінчив університет Британської Колумбії, упродовж 1930—1933 років продовжував освіту в Каліфорнійському університеті (США), в 1933—1935 — в Массачусетському технологічному інституті. З 1935 році працював у астрофізичній обсерваторії в Вікторії.
Наукові роботи відносяться до молекулярної спектроскопії. Вивчав молекулярні смуги в спектрах холодних зір, відкрив і ідентифікував кілька смуг, в 1936 році визначив відносний вміст ізотопів вуглецю 12 °C і 13 °C в атмосферах холодних вуглецевих зірок і показав, що він істотно відрізняється від сонячного. Виявив аномально високий вміст літію в атмосферах деяких пізніх зірок. У 1940 році остаточно встановив існування молекул у міжзоряному просторі, зокрема знайшов там молекули CH, CN і NaH. Досліджував молекулярні емісійні спектри комет. Того ж року пояснив деякі особливості цих спектрів за допомогою механізму резонансного збурення сонячним випромінюванням. У 1950-ті роки був одним з організаторів міжнародної кооперативної програми вивчення затемнюваних систем з протяжними атмосферами ζ Візничого, 31 Лебедя і VV Цефея.
Президент Тихоокеанського (1956—1958) та Канадського астрономічних товариств.
Нагороджений орденом Британської імперії за службу під час війни на королівському канадському військовомуй флоті.
На честь ученого названий кратер на Місяці та один з астероїдів.

## Вибрані твори
- McKellar, A., 1940, «Evidence for the Molecular Origin of Some Hitherto Unidentified Interstellar Lines», Publications of the Astronomical Society of the Pacific, Vol. 52, No. 307, p. 187.
- McKellar, A., 1947, «Intensity Measurements on the Main and Isotopic Carbon Bands in Spectra of the R-Type Stars», Publications of the Astronomical Society of the Pacific, Vol. 59, No. 349, p. 186.
- McKellar, A., 1950, «The C12 to C13 Abundance Ratio in Stellar Atmospheres», Publications of the Astronomical Society of the Pacific, Vol. 62, No. 365, p. 110.